# Смољанац
Смољанац је насељено мјесто у Лици, у општини Плитвичка Језера, Личко-сењска жупанија, Република Хрватска.

## Географија
Смољанац је удаљен око 27 км сјеверно од Коренице.

## Историја
Током Другог светског рата тешко су страдали српски становници овог села. Велики злочин се десио кад су усташе запалиле Српску православну цркву у Садиловцу са мештанима овог и околних села. Након Другог светског рата српски становници су махом колонизовани у Чонопљу и Кљајићево у Србији.
Смољанац се од распада Југославије до августа 1995. године налазио у Републици Српској Крајини. До територијалне реорганизације у Хрватској насеље се налазило у саставу бивше велике општине Кореница.

## Становништво
Према попису из 1991. године, насеље Смољанац је имало 256 становника. Према попису становништва из 2001. године, Смољанац је имао 238 становника. Према попису становништва из 2011. године, насеље Смољанац је имало 245 становника.
| Демографија | Демографија | Демографија |
| Година      | Становника  | Становника  |
| ----------- | ----------- | ----------- |
| 1948.       | 513         |             |
| 1953.       | 436         |             |
| 1961.       | 379         |             |
| 1971.       | 349         |             |
| 1981.       | 275         |             |
| 1991.       | 256         |             |
| 2001.       | 238         |             |
| 2011.       |             | 245         |

## Попис 1991.
На попису становништва 1991. године, насељено место Смољанац је имало 256 становника, следећег националног састава:
| Попис 1991.‍ | Попис 1991.‍ | Попис 1991.‍ | Попис 1991.‍ | Попис 1991.‍ |
| ----------- | ----------- | ----------- | ----------- | ----------- |
|             |             |             |             |             |
| Хрвати      | Хрвати      |             | 246         | 96,09%      |
| Срби        | Срби        |             | 3           | 1,17%       |
| непознато   | непознато   |             | 7           | 2,73%       |
| укупно: 256 |             |             |             |             |